# Palčev skok
Palčev skok je metoda za določanje razdalje v naravi, ki se uporablja ob premikanju po terenu.

## Postopek
Pri iztegnjeni roki se dvigne palec, nato pa se izmenično zapira levo in desno oko. Palec pri tem navidezno skače levo-desno in tako pokriva zorni kot približno 70 do 100 tisočink, kar ustreza razdalji med 7 in 11 metrov na oddaljenosti 100 metrov. Tako se lahko določi približno oddaljenost od objektov (teles) znanih izmer.